# Hưng Điền A
Hưng Điền A là một xã thuộc huyện Vĩnh Hưng, tỉnh Long An, Việt Nam.

## Địa lý
Xã Hưng Điền A có vị trí địa lý:
- Phía đông và phía bắc giáp Campuchia
- Phía tây giáp xã Khánh Hưng
- Phía nam giáp xã Thái Trị.

Xã Hưng Điền A có diện tích 47,11 km², dân số năm 2023 là 4.654 người, mật độ dân số đạt 99 người/km².

## Hành chính
Xã Hưng Điền A được chia thành 6 ấp: 1, 2, 3, Bào Chứa, Gò Xoài, Tà Nu.

## Lịch sử
Ngày 30 tháng 3 năm 1978, Hội đồng Chính phủ ban hành Quyết định số 71-CP về việc chuyển xã Hưng Điền A thuộc huyện Mộc Hóa về huyện Vĩnh Hưng mới thành lập quản lý.
Ngày 23 tháng 11 năm 1991, Chính phủ ban hành Quyết định số 607/TCCP về việc thành lập xã Khánh Hưng trên cơ sở 5.178 ha diện tích tự nhiên và 2.090 nhân khẩu của xã Hưng Điền A.
Sau khi điều chỉnh địa giới hành chính, xã Hưng Điền A còn lại 6.400 ha diện tích tự nhiên và 1.932 nhân khẩu.